# Александрос Пападіамантіс

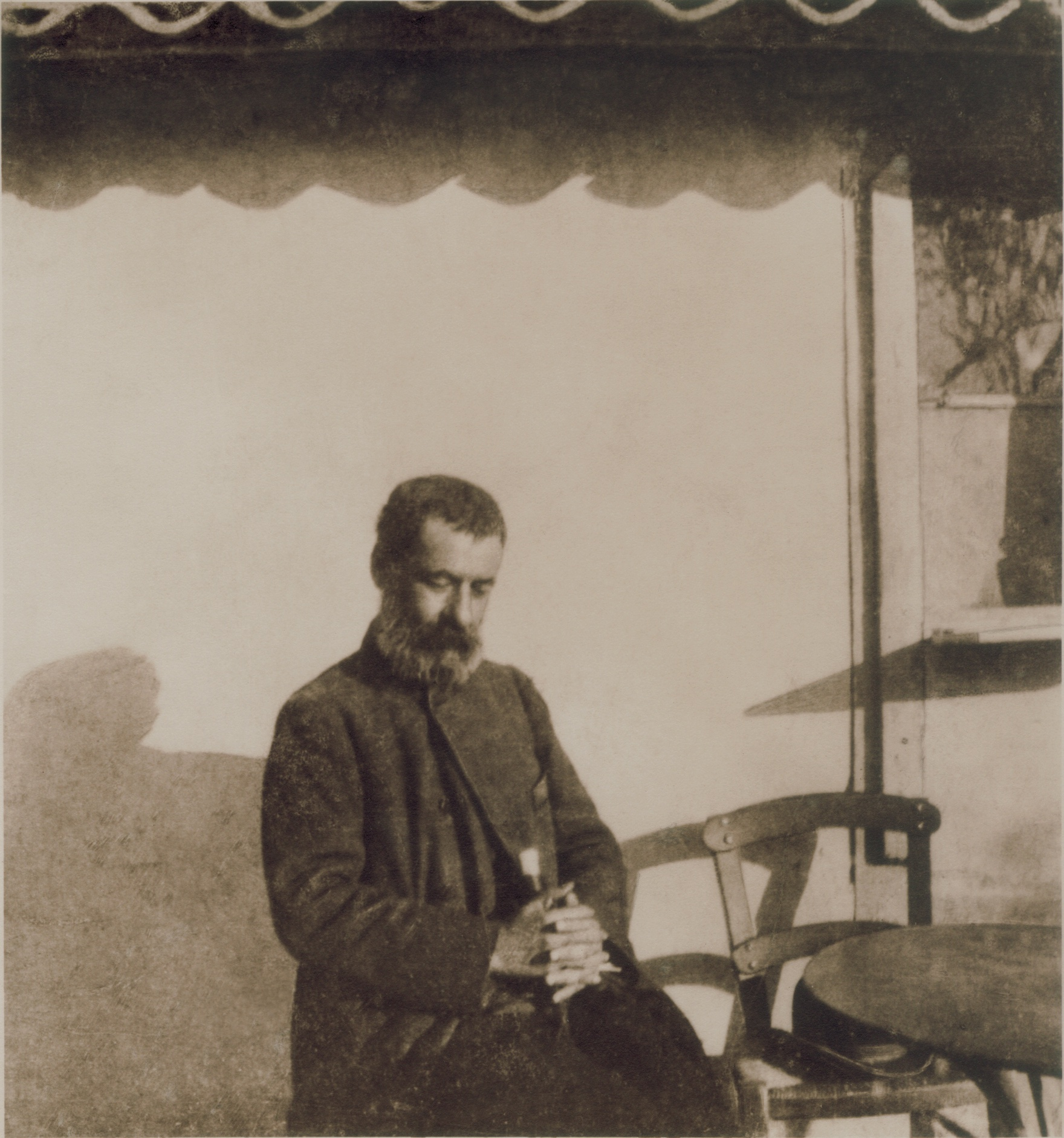
Александрос Пападіамантіс, фото письменника Павлоса Нірваноса

Александрос Пападіамантіс (грец. Ἀλέξανδρος Παπαδιαμάντης, 4 березня 1851, Скіатос — 3 січня 1911, Афіни) — грецький письменник, прозаїк, один з найзначніших у новогрецькій літературі кінця XIX — початку XX століть.

## Біографічні відомості
Александрос Пападіамантіс народився на острові Скіатос, в західній частині Егейського моря. Образ острова буде займати чільне місце в його літературних роботах. Його батько був священиком. Походив зі збіднілої аристократичної родини.
Переїхав до Афін, аби завершити середню школу. Пізніше поступив на факультет філософії Афінського університету, але так і не завершив своє навчання. Заробляв на життя журналістською роботою, написанням белетристики, коротких історій до кількох романів, що вийшли в серії.
Він ніколи не був одружений, вів усамітнене життя, був відомий як відлюдник — космокалогерос (мирський монах). Жив у злиднях. Наприкінці життя повернувся на рідний острів, де і помер від пневмонії.

## Творчість
У літературу Александрос Пападіамантіс прийшов 1869 року із романом «Переселенка», надрукованим у константинопольській газеті «Неологос». 1873 року в журналі «Мі Ханесе» надруковано його роман «Продавці нації». Сюжети його творів — дрібні події з життя обивателів, його герої — крамарі, рибалки, селяни, священики, ремісники тощо. Події та конфлікти в житті своїх героїв Александрос Пападіамантіс розцінює з точки зору власної моралі. Він оспівує «чесне життя і чесну працю» своїх героїв, протиставляючи їм «ледарів і нероб». Надзвичайно яскраво і образно Пападіамантіс малює також картини природи своєї батьківщини, що займають велике місце в його творчості.
Непересічне значення Пападіамантіса в новогрецькій літературі полягає в тому, що він з'явився першим реалістичним побутописцем в епоху панування романтизму. Панівному тоді у Греції «розбійницькому» роману він протиставив побутове, реалістичне оповідання. Пападіамантіс по праву вважається батьком новогрецької розповіді.
Ще за життя письменника та в перші десятиліття після його смерті цінність його творів дещо применшувалася тією обставиною, що всі вони написані кафаревусою — штучною мовою, що тяжіла до давньогрецької мови з домішкою елементів церковно-візантійської, або середньогрецької мови. Цим пояснюється мала читаність творів Пападіамантіса у зазначений період.
Його оповідання видані в 11 томах. Найкращі з них — «Вбивця», «Рожеві береги», «Хвора на холеру». Більшість з них перекладено кількома іноземними мовами.

## Основні праці

### Романи і новели
- Η Μετανάστις (1880)
- Οι έμποροι των εθνών (1883)
- Η γυφτοπούλα (1884)
- Χρήστος Μηλιόνης
- Η φόνισσα

### Оповідання
- Αγάπη στον γκρεμό
- Άγια και πεθαμένα (1896)
- Αλιβάνιστος
- Άνθος του γιαλού
- Απόλαυσις στη γειτονιά
- Αψαλτος
- Γουτού γουπατού
- Δαιμόνια στο ρέμα
- Εξοχική Λαμπρή
- Ερως - Ήρως (1896)
- Ζάνος Χαρίσης
- Η αποσώστρα (γραμμένο στη δημοτική)
- Η βλαχοπούλα (1893)
- Η στρίγγλα μάννα
- Η μαυρομαντηλού (1891)
- Η νοσταλγός
- Η παιδική πασχαλιά
- Η σταχτομαζώχτρα
- Η τύχη απ' την Αμέρικα (1901)
- Η Φαρμακολύτρια
- Η χολεριασμένη
- Θαλασσινά ειδύλλια
- Μια ψυχή
- Ναυαγίων ναυάγια
- Ο Αμερικάνος (1891)
- Ο βαρδιάνος στα Σπόρκα
- Ο Γαγάτος καί τ' άλογο
- Ο γείτονας με το λαγούτο
- Ο έρωτας στα χιόνια
- Ο καλούμπας
- Ο σημαδιακός
- Ο νεκρός ταξιδιώτης
- Ο ξεπεσμένος δερβίσης
- Ο πανδρολόγος (1902)
- Ο Πανταρώτας
- Ο φτωχός άγιος
- Ο Χριστός Ανέστη του Γιάννη
- Ολόγυρα στη λίμνη (1892)
- Όνειρο στο κύμα (1900)
- Οι μάγισσες (1900)
- Οι Χαλασοχώρηδες
- Στο Χριστό, στο Κάστρο (1892)
- Το μοιρολόγι της φώκιας (1908)
- Τ' αγνάντεμα (1899)
- Τ' αστεράκι (1908)
- Τ' μπούφ' του πλι
- Τα δυο κούτσουρα
- Τα δυό τέρατα (1909)
- Τα κρούσματα
- Τα Χριστούγεννα του τεμπέλη
- Της Κοκκώνας το σπίτι
- Το ενιαύσιον θύμα (1899)
- Το Πάσχα ρωμέϊκο
- Το πνίξιμο του παιδιού
- Το χριστόψωμο (1887)
- Τρελλή βραδυά (1901)
- Φτωχός άγιος (1891)
- Υπηρέτρα (1888)
- Υπο την βασιλικήν δρύν (1901)
- Ω! τα βασανάκια

### Вірші
- Στην Παναγίτσα στο Πυργί
- Προς την μητέρα μου (1880)
- Δέησις (1881)
- Εκπτωτος ψυχή (1881)
- Η κοιμισμένη βασιλοπούλα (1891)
- Το ωραίον φάσμα (1895)
- Εις τους αδελφούς Γιαννάκην και Κώστα Γ. Ραφτάκη (1902)
- Νύχτα βασάνου (1903)
- Επωδή παπά στη χολέρα (1879)
- Επωδή γιατρού στη χολέρα (1879)
- Το τραγούδι της Κατίνας (1892)
- Εις ιππεύουσαν Παναγυριώτισσαν (1907)
- Ερωτες στα κοπριά (1907)